# Kościół św. Jana Chrzciciela w Kiszkowie
Kościół św. Jana Chrzciciela w Kiszkowie – drewniana świątynia w Kiszkowie (ul. Gnieźnieńska) w powiecie gnieźnieńskim pochodząca z 1733 roku, z barokowym wyposażeniem wnętrza pochodzącym z XVIII wieku. i rzeźbioną Pietą z XVIII wieku.
Pierwsze zapiski o kościele kiszkowskim pochodzą z 1398. Zdaniem autora przewodnika religijnego z początku XX w. pierwszy drewniany kościół pochodził z 1426 roku. Obecna świątynia (1733) zbudowana została z inicjatywy proboszcza Jana Wypijewskiego i poświęcona w 1749 przez biskupa Teodora Potockiego (jego herb – Pilawa – widnieje na szczycie wieży). Od południa do świątyni przylega murowana kaplica grobowa z roku 1695, ufundowana przez Łukasza Niemojewskiego. Kaplica ta była przez długie lata sanktuarium maryjnym (Matka Boża Kiszkowska), ponieważ Niemojewski wzniósł kaplicę, jako wotum dziękczynne za uzdrowienie za pośrednictwem tego obrazu. Z rozebranego w XIX wieku kościoła Świętej Trójcy (pełniącego niegdyś funkcję kościoła filialnego) pochodzą barokowy ołtarz w kaplicy bocznej oraz znajdująca się w nim XVIII-wieczna Pietà.

## Galeria

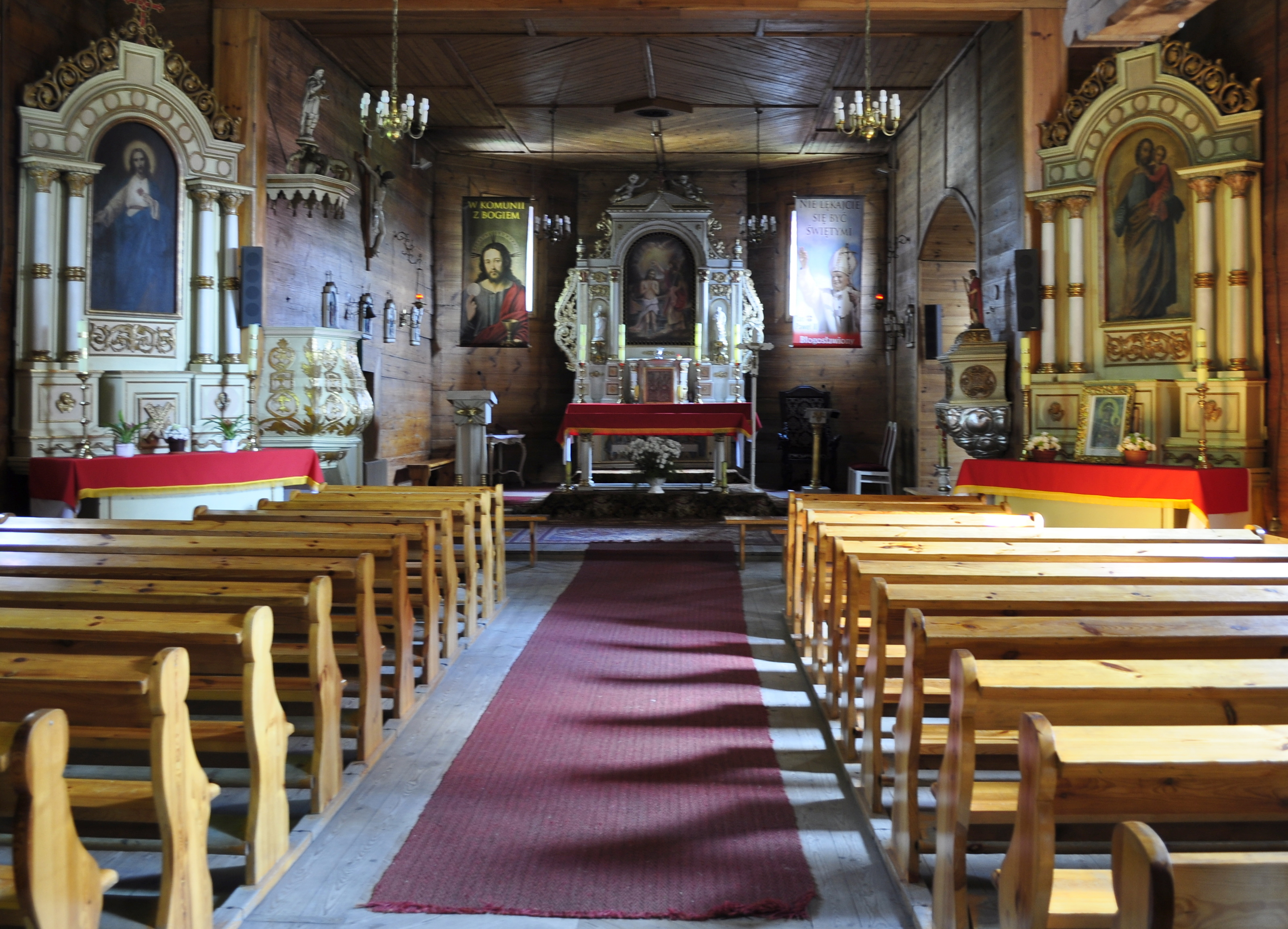
Wnętrze z ołtarzami
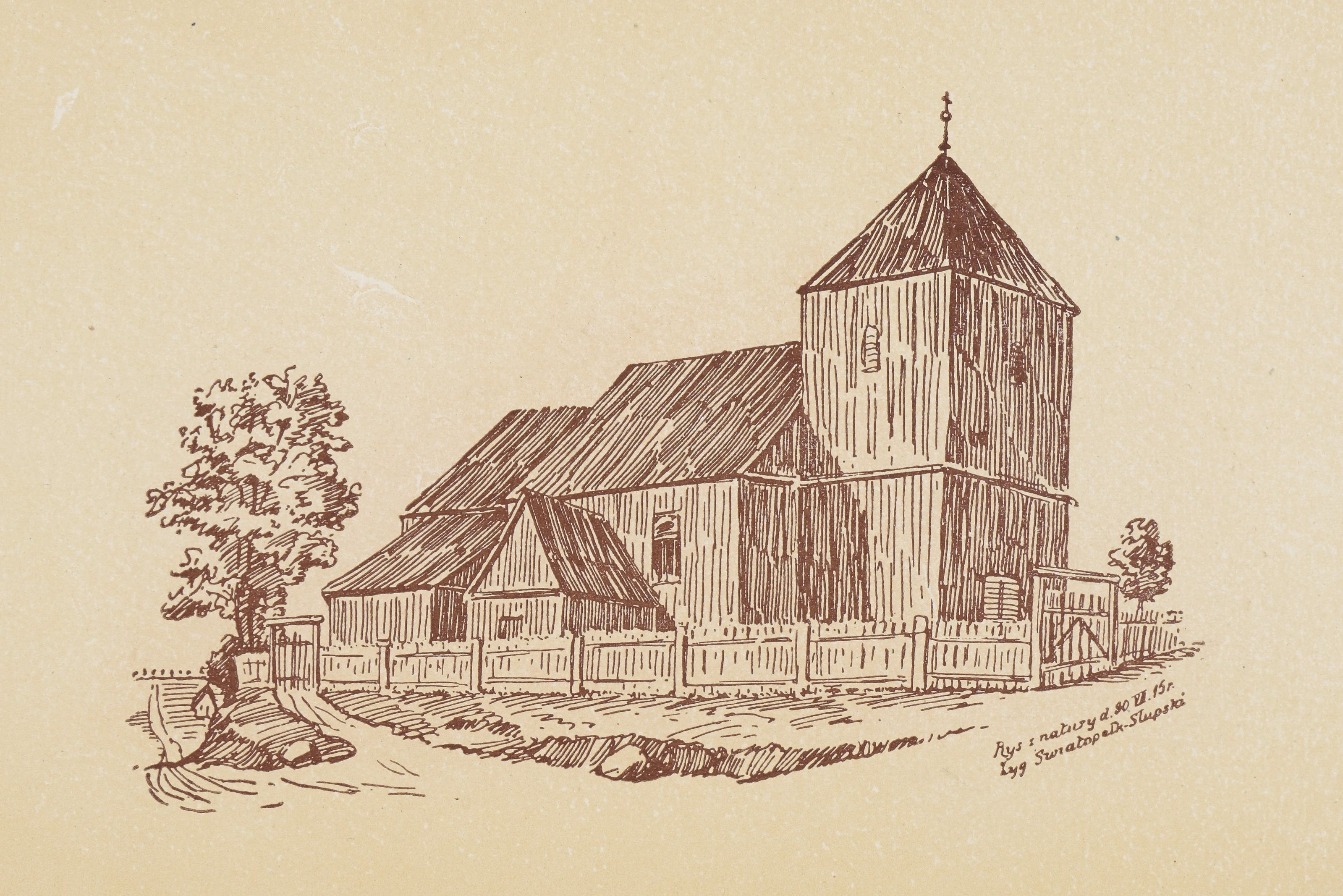
Widok z około 1917